# Roumtcherod

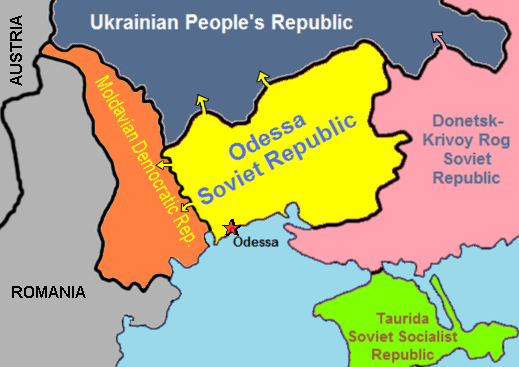
Carte de la République soviétique d'Odessa

Roumtcherod (en russe : Румчерод) est l'acronyme russe du « Comité central exécutif des soviets du Front roumain, de la flotte de la mer Noire et d'Odessa » (Центральный исполнительный комитет Советов Румынского фронта, Черноморского флота и Одессы), organe politique qui fonctionna de mai 1917 à mai 1918.

## Création
Le Roumtcherod a été créé lors du 1er Congrès des Soviets d'Odessa (du 23 mai au 9 juin 1917). La majorité des participants de cette première réunion était des mencheviks et des membres du Parti socialiste révolutionnaire, qui ont soutenu le gouvernement provisoire russe et la poursuite de la guerre jusqu'à la fin. Leur position était anti-bolcheviques et contre leur Révolution d'Octobre. 
Lors du deuxième congrès du Roumtcherod, à Odessa du 23 décembre 1917 au 5 janvier 1918, le Roumtcherod était composé de 180 personnes élues. La composition du Roumtcherod était de 70 Bolcheviques, 55 Parti socialiste révolutionnaire, 23 représentants d'organisations paysannes, et 32 d'autres partis et mouvements.

## Conflit avec l'Ukraine
En 1917, la Rada centrale, le corps représentatif ukrainien constitué en 1917 à Kiev pour gouverner la République populaire ukrainienne, revendique le territoire de la Bessarabie. Le Conseil Sfatul Tarii moldave de Bessarabie demande en juillet 1917, la protection du gouvernement provisoire russe qui siège à Pétrograd. Alexandre Kerenski, chef du gouvernement provisoire, s'oppose aux prétentions ukrainiennes. Le Roumtcherod s'opposa énergiquement aux prétentions annexionnistes de l'Ukraine. Face à ce front uni contre toute annexion, l'Ukraine renonça à ses prétentions sur la Bessarabie[réf. nécessaire].
En raison du Traité de Brest-Litovsk entre la Russie et l'Allemagne, les Russes durent se retirer sur une nouvelle ligne de front allant de Nikolaïev, Rostov-sur-le-Don et Ieïsk.

## Fin du Roumtcherod
En mai 1918, le Roumtcherod fut dissous et son président Vladimir Youdovsky déménagea à Moscou. 